# بطولة آسيا تحت 17 سنة لكرة القدم 2002
بطولة آسيا لكرة القدم للناشئين تحت 17 سنة 2002

## المتأهلون
- المجموعة 1 :  اليمن
- المجموعة 2 :  سوريا
- المجموعة 3 :  قطر
- المجموعة 4 :  الهند
- المجموعة 5 :  أوزبكستان
- المجموعة 6 :  باكستان
- المجموعة 7 :  ميانمار
- المجموعة 8 :  كوريا الجنوبية
- المجموعة 9 :  الصين
- المجموعة 10 :  فيتنام
- المجموعة 11 :  اليابان
- المستضيف :  الإمارات العربية المتحدة

## مرحلة المجموعات

### المجموعة أ
| المنتخب                  | نقاط | لعب | فوز | تعادل | هزيمة | له | عليه |
| ------------------------ | ---- | --- | --- | ----- | ----- | -- | ---- |
| الصين                    | 9    | 3   | 3   | 0     | 0     | 9  | 2    |
| الإمارات العربية المتحدة | 4    | 3   | 1   | 1     | 1     | 5  | 4    |
| الهند                    | 4    | 3   | 1   | 1     | 1     | 6  | 6    |
| ميانمار                  | 0    | 3   | 0   | 0     | 3     | 4  | 12   |

6 سبتمبر
| الصين | 4 - 1 | الهند |

| الإمارات العربية المتحدة | 4 - 2 | ميانمار |

9 سبتمبر
| الصين | 1 - 0 | الإمارات العربية المتحدة |

| الهند | 4 - 1 | ميانمار |

12 سبتمبر
| الصين | 4 - 1 | ميانمار |

| الهند | 1 - 1 | الإمارات العربية المتحدة |

### المجموعة ب
| المنتخب        | نقاط | لعب | فوز | تعادل | هزيمة | له | عليه |
| -------------- | ---- | --- | --- | ----- | ----- | -- | ---- |
| كوريا الجنوبية | 7    | 3   | 2   | 1     | 0     | 9  | 3    |
| اليمن          | 7    | 3   | 2   | 1     | 0     | 6  | 3    |
| باكستان        | 1    | 3   | 0   | 1     | 2     | 2  | 6    |
| فيتنام         | 1    | 3   | 0   | 1     | 2     | 2  | 7    |

7 سبتمبر
| فيتنام | 0 - 2 | اليمن |

| باكستان | 0 - 3 | كوريا الجنوبية |

10 سبتمبر
| فيتنام | 1 - 1 | باكستان |

| اليمن | 2 - 2 | كوريا الجنوبية |

13 سبتمبر
| فيتنام | 1 - 4 | كوريا الجنوبية |

| اليمن | 2 - 1 | باكستان |

### المجموعة ج
| المنتخب   | نقاط | لعب | فوز | تعادل | هزيمة | له | عليه |
| --------- | ---- | --- | --- | ----- | ----- | -- | ---- |
| أوزبكستان | 7    | 3   | 2   | 1     | 0     | 4  | 2    |
| سوريا     | 4    | 3   | 1   | 1     | 1     | 2  | 2    |
| قطر       | 3    | 3   | 1   | 0     | 2     | 3  | 3    |
| اليابان   | 3    | 3   | 1   | 0     | 2     | 3  | 5    |

8 سبتمبر
| أوزبكستان | 2 - 1 | اليابان |

| سوريا | 1 - 0 | قطر |

11 سبتمبر
| أوزبكستان | 1 - 1 | سوريا |

| اليابان | 1 - 3 | قطر |

14 سبتمبر
| أوزبكستان | 1 - 0 | قطر |

| اليابان | 1 - 0 | سوريا |

## المرحلة النهائية

### ربع النهائي
16 سبتمبر
| الصين | 3 - 1 | قطر |

| كوريا الجنوبية | 3 - 1 | الهند |

17 سبتمبر
| أوزبكستان | 3 - 0 | الإمارات العربية المتحدة |

| اليمن | 2 - 1 | سوريا |

### نصف النهائي
20 سبتمبر
| الصين | 0 - 1 | اليمن |

| كوريا الجنوبية | 4 - 0 | أوزبكستان |

### تحديد المركز الثالث
22 سبتمبر
| الصين | 1 - 0 | أوزبكستان |

### النهائي
22 سبتمبر
| اليمن | 1 - 1 (3-5)ركلات ترجيح | كوريا الجنوبية |

## البطل
| بطل بطولة آسيا لكرة القدم للناشئين تحت 17 سنة 2002 |
| -------------------------------------------------- |
| · كوريا الجنوبية · للمرة الثانية                   |

## المنتخبات المتأهلة إلىكأس العالم للشباب تحت 17 سنة 2003
- كوريا الجنوبية
- اليمن
- الصين

## المرجع
- Rssf.com